# 星鯊
星鲨（学名：Mustelus mustelus），又稱貂鯊，為軟骨魚綱真鯊目皺唇鯊科星鯊屬的一種，被IUCN列為瀕危保育動物，分布於東大西洋不列顛群島、法國至西非沿岸，包括地中海、馬德拉群島與加納利群島，並到南非海域，深度5至624公尺，本魚體延長，頭部扁平，眼睛橢圓形，有灰棕色的背部，下面是白色，背鰭2個，體長最大可達200公分，棲息在大陸棚、大陸坡上層水域，成群活動，屬肉食性，以甲殼類、軟體動物及其他魚類為食，卵胎生，生活習性不明，為高經濟價值的食用魚。